# ゴーフォージン
ゴーフォージン（Go for Gin、1991年4月18日 - 2022年3月8日）は、アメリカ合衆国の競走馬、種牡馬。1994年のケンタッキーダービーに優勝した。

## 経歴
- 特記がない限り、競走はすべてダートコース

### 出生、2歳時
生産者パメラ・デュポン・ダルムシュタットがケンタッキー州のピラー牧場で生産した牡馬である。ゴーフォージンは1992年のファシグ・ティプトンのオーガストセールに上場され、そこでウィリアム・J・コンドレンとジョセフ・M・コーンナチアの2名によって15万ドルで落札された。
ニック・ジトー調教師のもとに預けられたゴーフォージンは、2歳になった1993年9月13日のベルモントパーク競馬場で行われた未勝利戦（6ハロン）でデビュー、初戦は5着であった。その後3戦目に迎えたアケダクト競馬場での未勝利戦（8ハロン）で10馬身半差をつけて初勝利を挙げた。この年はその後、チーフズクラウンステークス（L・アケダクト・8ハロン）とレムゼンステークス（G2・アケダクト・9ハロン）で連勝を挙げた。特にレムゼンステークスでは8馬身半差の勝利を挙げている。

### 3歳以降
3歳シーズンはガルフストリームパーク競馬場のプレビューステークス（L・8.5ハロン）から始動、これに勝って4連勝とした。しかしその後はファウンテンオブユースステークス（G2・ガルフストリームパーク・8.5ハロン）でデヒア相手の3/4馬身差2着、フロリダダービー（G1・ガルフストリームパーク・9ハロン）ではホーリーブルから6馬身以上離された4着、ウッドメモリアルステークス（G1・アケダクト・9ハロン）ではイルグン相手に1馬身半差の2着と取りこぼし続けた。
1994年5月7日のケンタッキーダービー（G1・チャーチルダウンズ・10ハロン）は雨と不良馬場のなか行われた。当日の1番人気はホーリーブルで、そこにブロッコ、タバスコキャットらが人気で続いており、ゴーフォージンは単勝オッズ10倍に支持されていた。ホーリーブルやブロッコがスタートで失敗するなか、ゴーフォージンはいいスタートを切って先頭に躍り出た。そのままリードを作って先頭を維持したゴーフォージンは、残り半ハロンで失速するも踏ん張り、そのまま2着ストロデスクリークに2馬身差をつけて優勝を果たした。
しかし、この勝利がゴーフォージンにとって最後の勝利になった。続くプリークネスステークス（G1・ピムリコ・9.5ハロン）とベルモントステークス（G1・ベルモントパーク・12ハロン）ではともにタバスコキャットの2着に敗れた。その後も敗北が続き、1995年5月6日のチャーチルダウンズハンデキャップ（G3・チャーチルダウンズ・7ハロン）で3着になったのちに、調教中に右前肢の腱鞘を損傷、これがもとで引退に至った。

### 種牡馬入り後
競走馬引退後、ゴーフォージンは1996年から同馬の権利の20%を保有していたクレイボーンファームで種牡馬入りした。2004年にウィリアム・ボニファスがゴーフォージンの権利を購入し、同氏の持つメリーランド州ダーリントンにあるボニータ牧場に移された。2011年までそこで種牡馬をしていた後、ケンタッキーホースパークに移されてそこで余生を過ごした。2019年にシーヒーローが死亡すると、ゴーフォージンがケンタッキーダービー馬として最年長となっている。2022年3月8日、ゴーフォージンは心不全により死亡、31歳であった。遺骸はケンタッキーホースパークの「メモリアルウォーク・オブ・チャンピオンズ」に埋葬されている。
ゴーフォージンの種牡馬成績は芳しくなく、アメリカジョッキークラブの調べによれば、産駒413頭のうち218頭が勝ち上がり、うち12頭がステークス勝ち馬になったとある。その中での代表産駒にジョッキークラブゴールドカップ（G1）に優勝したアルバートザグレートがいる。

## 血統表
| ゴーフォージンの血統                | ゴーフォージンの血統                       | ゴーフォージンの血統          | （血統表の出典）              | （血統表の出典） |
| 父系                                | リボー系                                   | リボー系                      | リボー系                      | [ § 2 ]          |
| 父 Cormorant アメリカ 鹿毛 1974     | 父の父His Majesty アメリカ 鹿毛 1968       | Ribot                         | Tenerani                      | Tenerani         |
| 父 Cormorant アメリカ 鹿毛 1974     | 父の父His Majesty アメリカ 鹿毛 1968       | Ribot                         | Romanella                     |                  |
| 父 Cormorant アメリカ 鹿毛 1974     | 父の父His Majesty アメリカ 鹿毛 1968       | Flower Bowl                   | Alibhai                       | Alibhai          |
| 父 Cormorant アメリカ 鹿毛 1974     | 父の父His Majesty アメリカ 鹿毛 1968       | Flower Bowl                   | Flower Bed                    |                  |
| 父 Cormorant アメリカ 鹿毛 1974     | 父の母Song Sparrow アメリカ 鹿毛 1967      | Tudor Minstrel                | Owen Tudor                    | Owen Tudor       |
| 父 Cormorant アメリカ 鹿毛 1974     | 父の母Song Sparrow アメリカ 鹿毛 1967      | Tudor Minstrel                | Sansonnet                     |                  |
| 父 Cormorant アメリカ 鹿毛 1974     | 父の母Song Sparrow アメリカ 鹿毛 1967      | Swoon's Tune                  | Swoon's Son                   | Swoon's Son      |
| 父 Cormorant アメリカ 鹿毛 1974     | 父の母Song Sparrow アメリカ 鹿毛 1967      | Swoon's Tune                  | Recess                        |                  |
| 母 Never Knock アメリカ 黒鹿毛 1979 | 母の父Stage Door Johnny アメリカ 栗毛 1965 | Prince John                   | Princequillo                  | Princequillo     |
| 母 Never Knock アメリカ 黒鹿毛 1979 | 母の父Stage Door Johnny アメリカ 栗毛 1965 | Prince John                   | Not Afraid                    |                  |
| 母 Never Knock アメリカ 黒鹿毛 1979 | 母の父Stage Door Johnny アメリカ 栗毛 1965 | Peroxide Blonde               | Ballymoss                     | Ballymoss        |
| 母 Never Knock アメリカ 黒鹿毛 1979 | 母の父Stage Door Johnny アメリカ 栗毛 1965 | Peroxide Blonde               | Folie Douce                   |                  |
| 母 Never Knock アメリカ 黒鹿毛 1979 | 母の母Never Hula アメリカ 黒鹿毛 1969      | Never Bend                    | Nasrullah                     | Nasrullah        |
| 母 Never Knock アメリカ 黒鹿毛 1979 | 母の母Never Hula アメリカ 黒鹿毛 1969      | Never Bend                    | Lalun                         |                  |
| 母 Never Knock アメリカ 黒鹿毛 1979 | 母の母Never Hula アメリカ 黒鹿毛 1969      | Hula Hula                     | Polynesian                    | Polynesian       |
| 母 Never Knock アメリカ 黒鹿毛 1979 | 母の母Never Hula アメリカ 黒鹿毛 1969      | Hula Hula                     | Black Helen                   |                  |
| 母系(F-No.)                         | ラトロワンヌ牝系(FN:1-s(1-x))              | ラトロワンヌ牝系(FN:1-s(1-x)) | ラトロワンヌ牝系(FN:1-s(1-x)) | [ § 3 ]          |
| 5代内の近親交配                     | Hyperion 5x5, Count Fleet 5x5              | Hyperion 5x5, Count Fleet 5x5 | Hyperion 5x5, Count Fleet 5x5 | [ § 4 ]          |
| 出典                                | 1. 2. 3. 4.                                | 1. 2. 3. 4.                   | 1. 2. 3. 4.                   | 1. 2. 3. 4.      |